# Franz Bücheler
Franz Bücheler (født 3. juni 1837 i Rheinberg, død 3. maj 1908 i Bonn) var en tysk filolog. 
Bücheler studerede i Bonn fra 1852, habiliterede sig 1857, blev 1858 ekstraordinær professor i Freiburg, 1862 ordentlig professor sammesteds, forflyttedes 1866 til Greifswald og 1870 til Bonn. Han har udgivet Frontinus (Leipzig 1858); Pervigilium Veneris (Leipzig 1859); Petronius (Berlin 1862; tekstudgave af samme sidste gang 1904); Hymnus Homericus in Cererem (Leipzig 1869); Persius og Juvenal (3. udgave Berlin 1893); Recht von Gortyn (sammen med juristen Zitelmann) (Frankfurt 1885); Herondas (Bonn 1892); Carmina latina epigraphica (Anthologia latina II, 1—2) (Leipzig 1895—97). Vidnesbyrd om hans grammatiske studier er Grundriss der lateinischen Declination (Leipzig 1866; 2. udgave, ved J. Windekilde, Bonn 1879); om hans beskæftigelse med de italiske dialekter: Umbrica (Bonn 1883). Fra 1876 var han medudgiver af tidsskriftet Rheinisches Museum für klassische Philologie, hvortil han har leveret talrige bidrag. Büchelers arbejder er berømte for deres grundighed og nøjagtighed; formen er kortfattet til det yderste, men altid klar og elegant.